# Atletica leggera ai Giochi della IX Olimpiade - Lancio del giavellotto

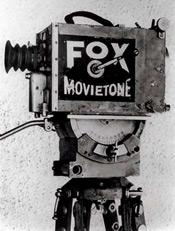
Video della Finale (durata: 0'48")

La competizione del lancio del giavellotto di atletica leggera ai Giochi della IX Olimpiade si tenne il giorno 2 agosto 1928 allo Stadio Olimpico di Amsterdam.

## L'eccellenza mondiale
| Campione olimpico 1924 | 62,96        | Jonni Myyrä   | Rit. 1926 |
| Primatista mondiale    | 69,88 (1927) | Eino Penttilä | Presente  |
| Primatista stagionale  | 67,89        | Stanley Lay   | Presente  |

1. ↑  Fino al 20 luglio.

## Risultati

### Turno di qualificazione
Tutti i 28 iscritti hanno diritto a tre lanci. Poi si stila una classifica. I primi sei disputano la finale (tre ulteriori lanci).
I sei finalisti si portano dietro i risultati della qualificazione.
Dopo i primi tre turni è in testa lo svedese Erik Lundkvist, con 66,60, nuovo record olimpico. Lo segue Béla Szepes (Hun) con 65,26.
| Pos. | Atleta           | Nazione     | Misura | Piazz. |
| ---- | ---------------- | ----------- | ------ | ------ |
| 1    | Erik Lundqvist   | Svezia      | 66,60  | 1      |
| 2    | Johan Meimer     | Estonia     | 61,46  | 8      |
| 3    | Erich Stoschek   | Germania    | 59,86  | 11     |
| 4    | Kosaku Sumiyoshi | Giappone    | 59,05  | 13     |
| 5    | Vilho Rinne      | Finlandia   | 58,04  | 15     |
| 6    | Charles Harlow   | Stati Uniti | 55,85  | 19     |
| 7    | Otto Rottman     | Romania     | 50,93  | 27     |

| Pos. | Atleta           | Nazione       | Misura | Piazz. |
| ---- | ---------------- | ------------- | ------ | ------ |
| 1    | Béla Szepes      | Ungheria      | 65,26  | 2      |
| 2    | Stan Lay         | Nuova Zelanda | 62,89  | 7      |
| 3    | Albert Lamppu    | Finlandia     | 61,45  | 9      |
| 4    | Gunnar Lindström | Svezia        | 58,69  | 14     |
| 5    | Lee Bartlett     | Stati Uniti   | 57,57  | 16     |
| 6    | Gaston Étienne   | Belgio        | 54,34  | 22     |
| 7    | Jaap Knol        | Paesi Bassi   | 52,68  | 25     |

| Pos. | Atleta                 | Nazione     | Misura | Piazz. |
| ---- | ---------------------- | ----------- | ------ | ------ |
| 1    | Olav Sunde             | Norvegia    | 63,97  | 3      |
| 2    | Paavo Liettu           | Finlandia   | 63,86  | 4      |
| 3    | Arthur Sager           | Stati Uniti | 60,46  | 10     |
| 4    | Jules Herremans        | Belgio      | 56,33  | 18     |
| 5    | George Weightman-Smith | Sudafrica   | 54,37  | 21     |
| 6    | Viktoras Ražaitis      | Lituania    | 51,16  | 26     |
| 7    | Joop van der Leij      | Paesi Bassi | 47,73  | 28     |

| Pos. | Atleta                 | Nazione     | Misura | Piazz. |
| ---- | ---------------------- | ----------- | ------ | ------ |
| 1    | Bruno Schlokat         | Germania    | 63,40  | 5      |
| 2    | Eino Penttilä          | Finlandia   | 63,20  | 6      |
| 3    | Doral Pilling          | Canada      | 59,16  | 12     |
| 4    | Creth Hines            | Stati Uniti | 57,17  | 17     |
| 5    | Georgios Zakharopoulos | Grecia      | 55,50  | 20     |
| 6    | Vilim Messner          | Jugoslavia  | 53,70  | 23     |
| 7    | Emmanuel Degland       | Francia     | 52,82  | 24     |

### Finale
Nei tre lanci di finale le prime posizioni non subiscono nessuna modifica.
| Pos.    | Atleta         | Età | Nazione   | Lanci di qualificazione | Lanci di qualificazione | Lanci di qualificazione | Lanci di finale | Lanci di finale | Lanci di finale | Misura |
| Pos.    | Atleta         | Età | Nazione   | 1°                      | 2°                      | 3°                      | 1°              | 2°              | 3°              | Misura |
| ------- | -------------- | --- | --------- | ----------------------- | ----------------------- | ----------------------- | --------------- | --------------- | --------------- | ------ |
| Oro     | Erik Lundqvist | 20  | Svezia    | 66,60                   | 61,00                   | 60,50                   | 61,00           | 61,58           | 54,00           | 66,60  |
| Argento | Béla Szepes    | 25  | Ungheria  | 62,50                   | 65,26                   | 56,00                   | N               | 62,50           | 54,00           | 65,26  |
| Bronzo  | Olav Sunde     | 25  | Norvegia  | 62,50                   | 63,97                   | 63,80                   | N               | 59,50           | 55,00           | 63,97  |
| 4       | Paavo Liettu   | 23  | Finlandia | 62,00                   | 63,86                   | 63,70                   | 55,00           | 61,00           | 63,76           | 63,86  |
| 5       | Bruno Schlokat | 30  | Germania  | 58,00                   | 62,00                   | 63,40                   | 60,00           | 57,50           | 63,26           | 63,40  |
| 6       | Eino Penttilä  | 22  | Estonia   | 56,00                   | 63,20                   | 62,00                   | 58,35           | 56,00           | N               | 63,20  |